# Station Onsøy
Station Onsøy is een voormalig  spoorwegstation in Onsøy in de gemeente Fredrikstad in fylke Viken in Noorwegen. Onsøy werd geopend in  1879. Het stationsgebouw was een ontwerp van Peter Andreas Blix. In 1983 werd het gesloten. Het gebouw werd in 2007 gesloopt. Onsøy ligt aan de westelijke tak van Østfoldbanen. 